# Daniel Gramann
Daniel Gramann (* 6. Jänner 1987 in Wien) ist ein österreichischer Fußballspieler auf der Position eines Verteidigers.

## Karriere
Gramann ist der Sohn des ehemaligen Bundesligaspielers und Ex-ÖFB-Generalsekretärs Wolfgang Gramann und der Neffe des österreichischen Rekordinternationalen Andreas Herzog. Der U-21-Nationalteamspieler stammt aus dem Nachwuchs des VfB Admira Wacker Mödling, spielte zuletzt in der Saison 2006/2007 beim TSV Hartberg in der Ersten Liga. 
Im Juli 2007 nahm er an der U-20-Weltmeisterschaft in Kanada teil, bei welcher die Mannschaft Österreichs den vierten Platz erreichte.  Am 27. Juli 2007 unterschrieb er einen Zweijahresvertrag beim österreichischen Bundesligaclub SCR Altach. Am 23. September 2007 erzielte er im Spiel gegen den FC Red Bull Salzburg (1:1) sein erstes Bundesligator mit einem 37-m-Weitschuss.
Nach einer Zehenverletzung und wenigen Einsätzen, sowie dem Bundesligaabstieg wechselte Gramann im Sommer 2009 zu SK Austria Kärnten. 2010 nach dem Konkurs und dem abermaligen Abstieg, wechselte er in die zweithöchste Spielklasse zum dortigen Aufsteiger SV Grödig. 
| Personendaten    | Personendaten                   |
| ---------------- | ------------------------------- |
| NAME             | Gramann, Daniel                 |
| KURZBESCHREIBUNG | österreichischer Fußballspieler |
| GEBURTSDATUM     | 6. Januar 1987                  |